# Pierścienie Białeckiego

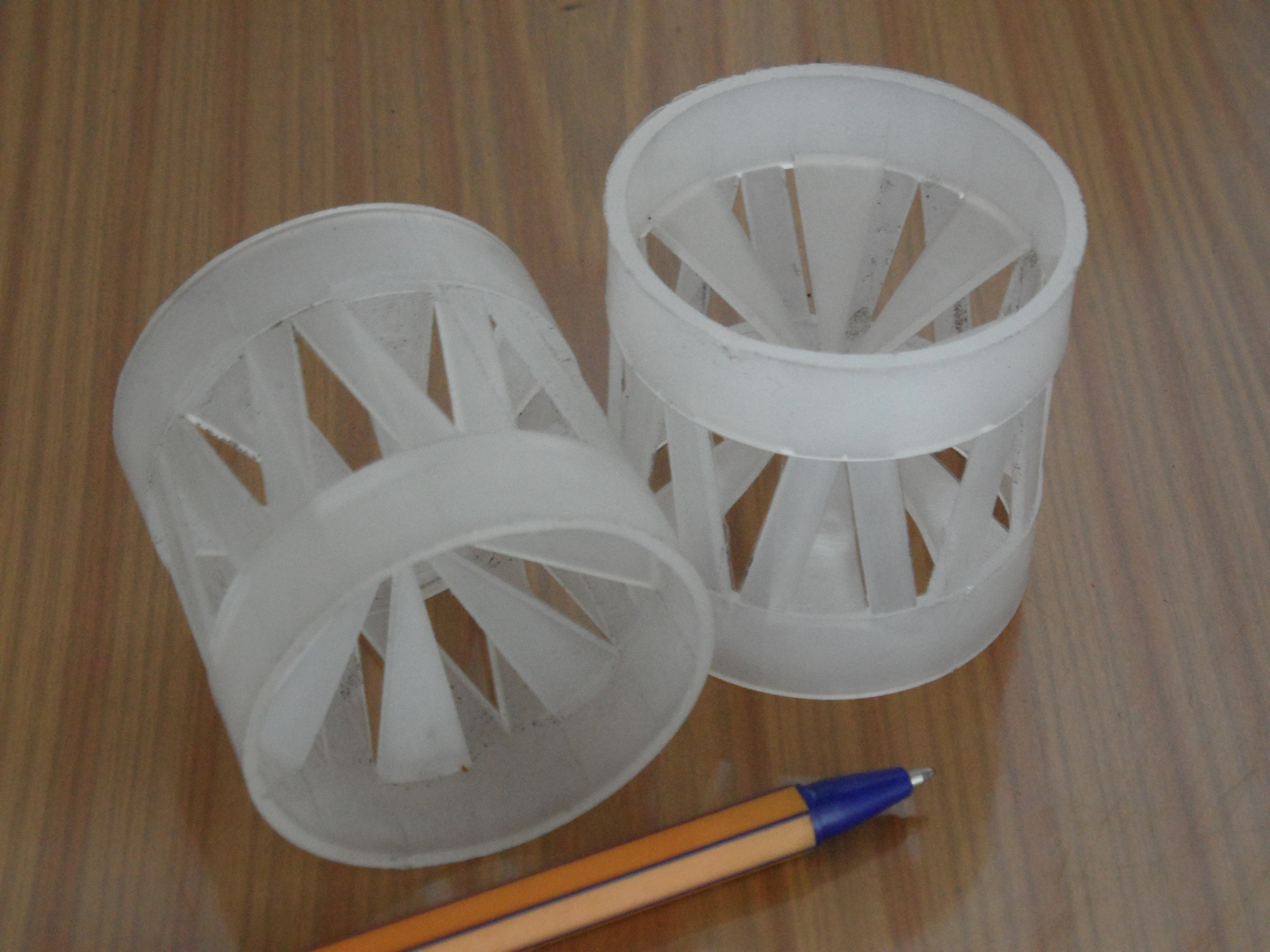
Polipropylenowe pierścienie Białeckiego

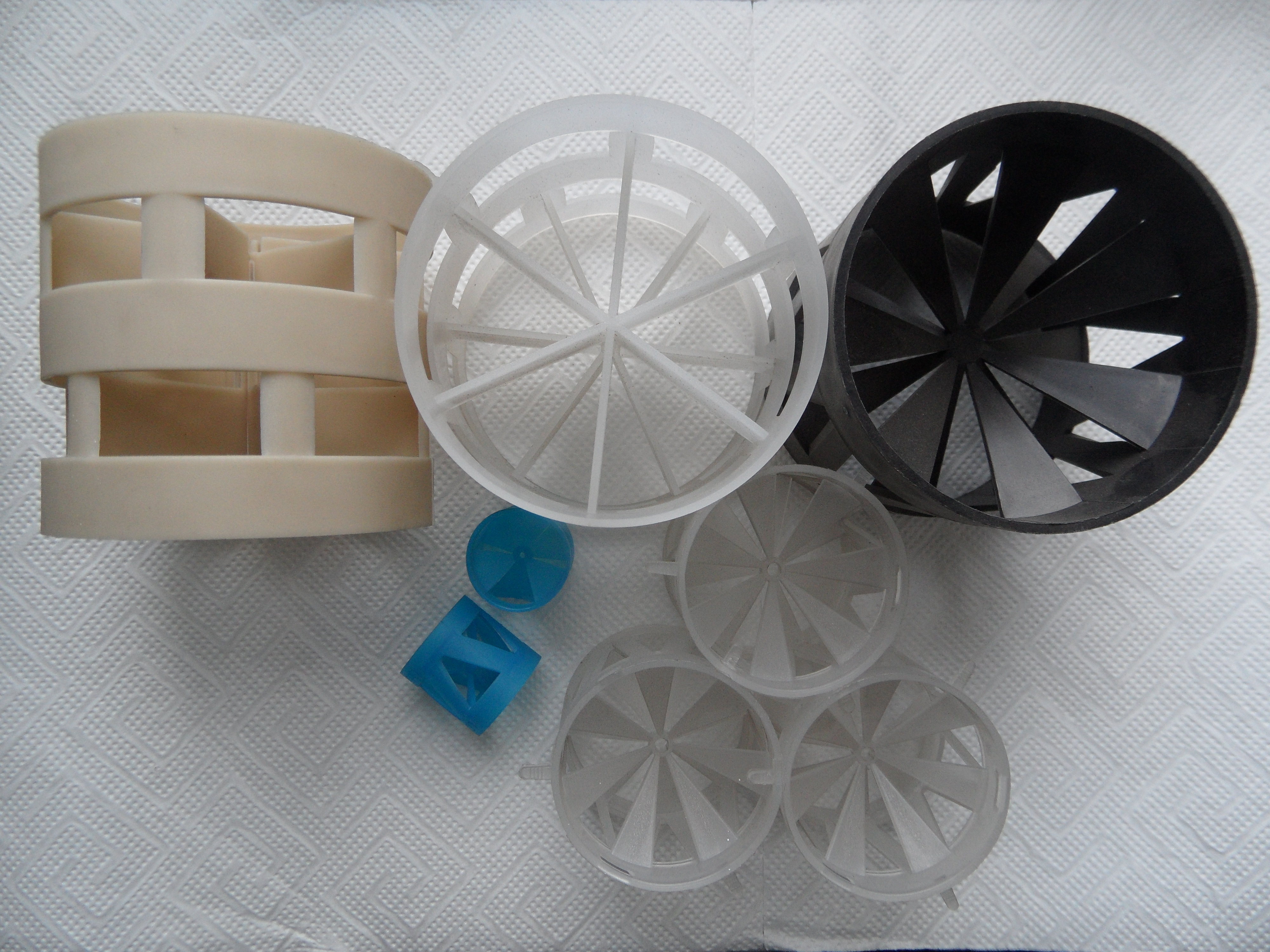
Pierścienie Palla (beżowy i duży biały) oraz pierścienie Białeckiego (pozostałe)

Pierścienie Białeckiego – rodzaj wypełnienia kształtkowego wymienników masy, takich jak kolumna rektyfikacyjna lub kolumna absorpcyjna, stosowanych w instalacjach przemysłu chemicznego. Są udoskonaloną wersją pierścieni Raschiga.

## Historia
Autorami wynalazku są Alfred Sieradzki i Zbigniew Białecki z Ośrodka Badawczo-Rozwojowego Przemysłu Budowy Urządzeń Chemicznych „CEBEA" w Krakowie (patent 83150) przyznany w 1974 roku.

## Opis
W zależności od zastosowania wypełnienia, pierścienie wykonane mogą być z kwasoodpornej stali lub tworzyw sztucznych (PP, PE, PVDF lub PVC), obojętnych chemicznie względem mediów przepływających przez kolumnę. Pierścienie Białeckiego mają kształt rurek o wysokości z reguły równej zewnętrznej średnicy. Rozmiary stosowane w przemyśle wahają się od 12 do 200 mm (średnica zewnętrzna). W przypadku pierścieni stalowych grubość ścianki wynosi wówczas 0,2–1,5 mm, natomiast przykładowe grubości ścianek dla pierścieni wykonanych z tworzyw sztucznych, to 1,2 mm dla średnicy 25 mm oraz 1,8 mm dla pierścieni 80 mm. Powierzchnia właściwa waha się w granicach 60–440 m²/m³ wypełnienia.

## Zastosowanie
Pierścieni Białeckiego używa się w celu zwiększenia efektywności procesów prowadzonych w kolumnach, poprzez rozwinięcie powierzchni międzyfazowej obu stykających się mediów (np. cieczy i gazu w procesie absorpcji) i desorpcji w nieprzekraczalnych dla tworzyw zakresach odporności chemicznej i termicznej. Pierścienie wykonane z metalu stosuje się w wysokich temperaturach, w ogólnie pojętych procesach przemiany materii, w oczyszczaniu gorących spalin, w środowiskach wymagających odporności na duże różnice temperatur w połączeniu z agresywnym środowiskiem pracy. Przykładowe zastosowania obejmują produkcję sody oczyszczonej metodą Solvaya, stosuje się je w instalacjach odpylających i odgazowujących oraz w biologicznych oczyszczalniach ścieków.
Pierścienie Białeckiego są często spotykane w przemyśle – ze względu na swój niski koszt i łatwość stosowania. Pierścienie są używane luzem lub zgrzewane są w pakiety.

## Konstrukcja
Innowacyjność konstrukcji pierścieni pozwala na ich łączenie bez konieczności spawania. Umieszczenie pierścieni w kolumnie następuje w taki sposób, że zalewa się ją wodą, po czym od góry kolumny wsypuje kolejne partie wypełnienia. Istnieje szereg wypełnień o podobnej powierzchni właściwej i porowatości wypełnienia, np. pierścienie Palla. Brak zalania kolumny może prowadzić do zniszczenia wypełnienia.
Zalety pierścieni Białeckiego:
- pierścienie Białeckiego mają dwu-, trzykrotnie niższe opory przepływu medium niż pierścienie Raschiga,
- wykazują dwu-, trzykrotnie większą przepustowość,
- rozpraszają ciecz równomiernie na całym przekroju kolumny niezależnie od sposobu doprowadzania, nawet przy punktowym doprowadzaniu cieczy,
- zatrzymywanie cieczy („hold-up”) w stosunku do innych wypełnień znikome – ciecz szybko spływa po ustaniu pracy kolumny,
- utrzymują zdolność rozdzielczą na stałym poziomie niezależnie od obciążenia kolumny,
- współczynnik wymiany masy wzrasta wraz z wielkością wymiarów pierścienia, odwrotnie niż u pozostałych, stosowanych do tej pory wypełnień, nie zarastają,
- mają sztywną konstrukcję, co pozwala na obniżenie ciężaru nawet do 20% w stosunku do innych pierścieni wypełniających[3].

## Film
W 1978 roku nagrano edukacyjny film dokumentalny poświęcony wynalazkowi pt. Pierścienie Białeckiego.